# Bugaj (Janina)
Bugaj – część wsi Janina w Polsce, położona w województwie świętokrzyskim, w powiecie buskim, w gminie Busko-Zdrój.
W latach 1975–1998 Bugaj administracyjnie należał do województwa kieleckiego.